# The View (Band)
The View sind eine vierköpfige Indie-Rockband aus Dundee, Schottland. Die Band ging Anfang 2005 aus verschiedenen heimischen Coverbands hervor und erspielte sich einen Namen als Vorgruppe von britischen Bands wie Babyshambles, Primal Scream und The Undertones.

## Biografie
Der Bandname leitet sich von der „Bayview Bar“ in Dundee ab, in der die Band ihren ersten Probenraum hatte. Von hier aus trat die Band Anfang 2005 ihren Siegeszug an, nahm erste Demos auf und machte die Plattenfirmen auf sich aufmerksam. Auch gaben sie Pete Doherty ein Demotape von sich, der ebenfalls ihren Bekanntheitsgrad erhöhte. Im Frühjahr 2006 unterschrieb die Band einen Vertrag beim Indie-Label 1965 Record. Kurze Zeit später nahm man mit Produzent Owen Morris, der vorher bereits Oasis und The Verve produziert hatte, die ersten Songs auf. Im Verlauf der zweiten Hälfte des Jahres 2006 erschienen die Singles Wasted Little DJ’s und Superstar Tradesman, welche in die britischen Top 20 gelangten. Im Januar 2007 erschien die Single Same Jeans, die es auf Platz 3 schaffte. Ende Januar erschien das Debütalbum Hats Off to the Buskers, das von 0 auf 1 in die britischen Albumcharts einstieg.
Die weiteren, 2009, 2011 und 2012 veröffentlichten Studioalben Which Bitch?, Bread and Circuses und Cheeky for a Reason erreichten in Großbritannien ebenfalls hohe Chart-Positionen.

## Diskografie

### Alben
- Hats off to the Buskers (2007)
- Which Bitch? (2009)
- Bread and Circuses (2011)
- Cheeky for a Reason (2012)
- Seven Year Setlist (2013)
- Ropewalk (2015)
- Exorcism of Youth (2023)

### Singles / EPs
- The View EP (2006)
- Wasted Little DJ’s (2006)
- Superstar Tradesman (2006)
- Same Jeans (2007)
- The Don / Skay Trendy (2007)
- Face for the Radio (2007)
- 5 Rebeccas (2008)
- Shock Horror (2009)
- Temptation Dice (2009)
- Sunday (2010)
- Grace (2011)
- Cutting Corners EP (2011)

## Sonstiges
- Der Song Comin’ Down ist Teil des Soundtracks von NHL 08[3]
- Die Band spielt sich selbst im Film Rock in the Park von 2011.